# Kung Fury

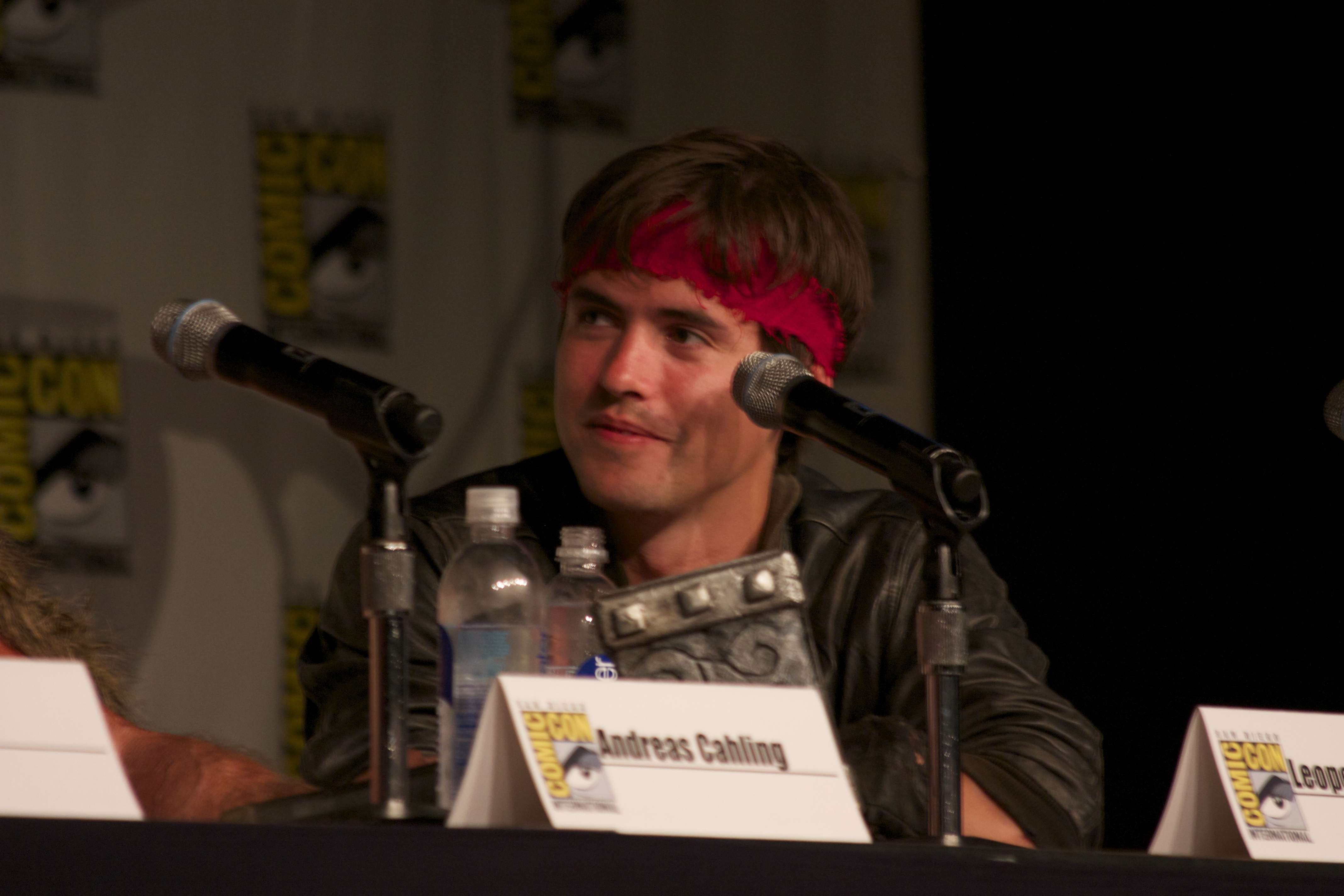
David Sandberg im Kung-Fury-Kostüm auf der San Diego Comic-Con International 2015

Kung Fury ist ein am 28. Mai 2015 erschienener, kostenloser schwedischer Kurzfilm von David Sandberg, der als Crowdfunding-Projekt über die Plattform Kickstarter realisiert wurde. Der Film ist eine Hommage an Trash-Actionfilme der 1980er Jahre. Sandberg hatte auf Kickstarter ein Budget von 200.000 US-Dollar angestrebt, erreichte jedoch über das Dreifache.

## Handlung
Miami im Jahr 1985: Als zwei Jugendliche in einem Spielcasino nach dem Ende des Videospiels einen Arcade-Automaten traktieren, transformiert dieser zum Kampfroboter und verbreitet „Chaos und Terror“. Der Polizist Kung Fury wird zu Hilfe gerufen und erschießt nach intensivem Kampf den Automaten.
Im Büro des Miami Police Department wird er jedoch von seinem Chef für den vorschriftswidrigen Einsatz und den angerichteten Begleitschaden in Höhe von 50 Millionen Dollar in Verantwortung genommen und ihm mit Triceracop ein neuer Partner zur Seite gestellt. Kung Fury lehnt jegliche Zusammenarbeit ab und kündigt seinen Job. Als Adolf Hitler, Meister des Kung Fu und bekannt unter dem Alias Kung Führer, über ein Mobiltelefon die Polizeiwache unter Beschuss nimmt, beschließt Kung Fury, Hitler zu stoppen. Mit Hilfe von Hackerman, einem Hacker, surft Kung Fury auf einem MicroBee in die Vergangenheit. Durch einen Fehler landet Fury jedoch im Wikinger-Zeitalter, wo er von einem Laser-Raptor angegriffen wird. Barbarianna, eine Wikingerin, erlegt den Raptor mit einer Minigun. Sie vermittelt Fury an ihre Freundin Katana, die Donnergott Thor drängt, Fury zu helfen. Thor öffnet mithilfe von Mjölnir ein Zeitportal und schickt Fury in die richtige Zeit zurück.
In Nazi-Deutschland angekommen, attackiert Fury die Zuhörer einer Rede von Hitler. Als er von Hitler tödlich getroffen wird, kommen ihm seine Freunde zu Hilfe. Fury rettet sich und gemeinsam besiegen sie den Kung Führer. Zurück in der Gegenwart stellt sich jedoch heraus, dass Hitler überlebte und sich wieder in den 1980er Jahren befindet.

## Rezeption
Kung Fury erreichte auf YouTube bis zum Jahr 2024 über 39 Millionen Aufrufe.
Spiegel Online titelte, Kung Fury sei „grandioser Wahnsinn“. Mit „Laser-Dinos, abtrünnige[n] Cops und VHS-Störstreifen“ habe Regisseur David Sandberg dem „Achtzigerjahre-Fernsehen ein Denkmal gesetzt“.
Die Zeit meinte, der Film klinge wie „absoluter Schrott“ und sei „es eigentlich auch“. Der Film halte „alles, was ein B-Movie verspricht: Knallige Effekte, Synthesizer, etwas Splatter und trockene Einzeiler“. Der „schrecklich schön[e]“ Streifen sei „nicht nur eine Huldigung des Trash-Films, sondern verzück[e] mit zahlreichen Anspielungen und Easter Eggs auch die Retro-Freunde“.

## Auszeichnungen
Der Film erhielt beim Europäischen Filmpreis 2015 eine Nominierung als Bester Kurzfilm. Außerdem wurde er bei der Verleihung des nationalen schwedischen Filmpreises Guldbagge 2016 als Bester Kurzfilm ausgezeichnet.

## Trivia
Zum Film steuerte David Hasselhoff, bekannt aus der 80er-Jahre-Kultserie Knight Rider, den Titelsong True Survivor bei.
Ende Mai 2016 gab David Sandberg anlässlich des Jahrestages der Veröffentlichung von Kung Fury bekannt, am Nachfolger Kung Fury 2 zu arbeiten.
Februar 2018 wurde bekannt, dass die Verfilmung von Kung Fury 2 noch 2018 gedreht werden sollte, mit Michael Fassbender, Arnold Schwarzenegger und David Hasselhoff in der Besetzung.
Mit etwas Verspätung starteten die Dreharbeiten schließlich im September 2019. Drehort sind die Bavaria Filmstudios in Bayern.

## Computerspiel
Am 28. Mai 2015 erschien das Beat ’em up Kung Fury: Street Rage in englischer Sprachausgabe für die Betriebssysteme Windows, Linux und Android.

## Fortsetzung
Am 28. Mai 2016 wurde auf der Facebook-Seite von Laser Unicorns bekannt gegeben, dass sich Kung Fury II The Movie in Entwicklung befindet.
Sandberg arbeitete mit den Produzenten Seth Grahame-Smith und David Katzenberg an einer abendfüllenden Spielfilmversion von Kung Fury. In einem Interview mit Entertainment Weekly erklärte er, dass das Projekt kein Filmmaterial aus dem Kurzfilm enthalten würde, sondern im selben Universum angesiedelt sei. Im Februar 2018 wurde bestätigt, dass Michael Fassbender und Arnold Schwarzenegger neben Hasselhoff im kommenden Film mitspielen werden. Die Dreharbeiten begannen am 29. Juli 2019 in Bulgarien und Deutschland. Am 25. September wurden die Dreharbeiten abgeschlossen. Der Film sollte ursprünglich 2022 in die Kinos kommen, wurde aber auf den 17. November 2023 verschoben. Auch dann wurde er nicht veröffentlicht. Hintergrund sind juristische Auseinandersetzungen, die während der Postproduktion begannen und die Fertigstellung des Films verhindern. Im Mai 2025 wurde ein rund 10-minütiger Auszug des Films auf YouTube veröffentlicht. Ob es zu einer Veröffentlichung kommt, ist nicht absehbar.